# Podłoga i sufit

Wykres funkcji podłoga

Wykres funkcji sufit

Podłoga i sufit (ang. floor and ceiling) – funkcje zaokrąglające liczby rzeczywiste do liczb całkowitych odpowiednio w dół i w górę.

## Definicja formalna
Podłoga, część całkowita, cecha lub entier liczby rzeczywistej {\displaystyle x,} oznaczana {\displaystyle \lfloor x\rfloor ,} {\displaystyle [x],} {\displaystyle {\mbox{E}}(x)} lub {\displaystyle {\mbox{Ent}}(x)} to największa liczba całkowita nie większa od {\displaystyle x}. Symbolicznie:
{\displaystyle \lfloor x\rfloor =\max\{k\in \mathbb {Z} \colon k\leqslant x\}}
Natomiast sufit lub cecha górna liczby rzeczywistej {\displaystyle x} to najmniejsza liczba całkowita nie mniejsza od {\displaystyle x.} Liczbę tę oznaczamy symbolem {\displaystyle \lceil x\rceil .} Symbolicznie:
{\displaystyle \lceil x\rceil =\min\{k\in \mathbb {Z} \colon k\geqslant x\}}
Częścią ułamkową bądź mantysą liczby rzeczywistej {\displaystyle x} nazywa się liczbę {\displaystyle x-\lfloor x\rfloor .} Oznacza się ją {\displaystyle \{x\}} (nie należy mylić z identycznie zapisywanym zbiorem jednoelementowym)
{\displaystyle \{x\}=x-\lfloor x\rfloor .}
W informatyce pojęcia cechy i mantysy są rozumiane inaczej, zob. Notacja naukowa i Liczba zmiennoprzecinkowa.

## Przykłady
{\displaystyle \lfloor 2{,}9\rfloor =2,\quad \lfloor -2\rfloor =-2,\quad \lfloor -2{,}1\rfloor =-3.}
{\displaystyle \lceil 0\rceil =0,\quad \lceil 0{,}3\rceil =1,\quad \lceil -0{,}8\rceil =0,\quad \lceil -3{,}4\rceil =-3.}
{\displaystyle \{2{,}567\}=0{,}567,\quad \{-4{,}23\}=-4{,}23-(-5)=0{,}77.}

## Nazwy
Pierwotnie używano terminów: część całkowita oraz część ułamkowa, których nazwa odpowiada intuicyjnemu rozumieniu tych pojęć dla nieujemnych liczb rzeczywistych. Obie te nazwy przeczą jednak intuicji dla liczb ujemnych i wprowadzają przez to pewne zamieszanie. Mimo wszystko są one nadal używane w matematyce. Z kolei nazwa entier pochodzi od francuskiego słowa oznaczającego „całość” i bywa często używana w analizie w kontekście funkcji. Terminy cecha i mantysa używane są przede wszystkim podczas opisu własności logarytmów. Pojęcia te oznaczane są tradycyjnie symbolami [·], {\displaystyle {\mbox{Ent}},{\mbox{E}}} dla cechy i {·} dla mantysy.
Nazwy stosowane w tym artykule zostały wprowadzone przez Kennetha E. Iversona, który zaproponował oznaczenie {\displaystyle \lfloor \cdot \rfloor } dla części całkowitej, którą nazwał podłogą, w opozycji do sufitu oznaczanego {\displaystyle \lceil \cdot \rceil .} Pojęcia te są dosłownymi tłumaczeniami nazw angielskich, odpowiednio: floor (podłoga) oraz ceiling (sufit).

## Własności

### Podłoga i sufit
Podłoga i sufit spełniają następujące nierówności:
{\displaystyle \lfloor x\rfloor \leqslant x<\lfloor x\rfloor +1}
{\displaystyle \lceil x\rceil -1<x\leqslant \lceil x\rceil }
Ponadto
{\displaystyle \lfloor x\rfloor \leqslant x\leqslant \lceil x\rceil }
przy czym równość zachodzi wyłącznie dla całkowitych x. W pozostałych przypadkach obie nierówności są ostre i mamy:
{\displaystyle \lceil x\rceil =\lfloor x\rfloor +1}
Przyporządkowując każdej liczbie rzeczywistej jej podłogę lub sufit otrzymujemy funkcje ze zbioru liczb rzeczywistych w zbiór liczb całkowitych.
Funkcje podłoga i sufit są niemalejące:
{\displaystyle x\leqslant y\implies \lfloor x\rfloor \leqslant \lfloor y\rfloor ,}
{\displaystyle x\leqslant y\implies \lceil x\rceil \leqslant \lceil y\rceil .}
Ponadto:
- {\displaystyle \lfloor x+y\rfloor \geqslant \lfloor x\rfloor +\lfloor y\rfloor ,}
- {\displaystyle \lfloor k+x\rfloor =k+\lfloor x\rfloor } dla dowolnego {\displaystyle k\in \mathbb {Z} .}

### Część ułamkowa

Wykres mantysy

Część ułamkowa należy zawsze do przedziału {\displaystyle [0;1),} tzn.
{\displaystyle 0\leqslant \{x\}<1}
dla dowolnej liczby rzeczywistej {\displaystyle x}
Czasami część ułamkową liczby zapisuje się jako {\displaystyle x{\mbox{mod}}1,} gdzie {\displaystyle {\mbox{mod}}} jest resztą z dzielenia uogólnioną na liczby rzeczywiste.
Część ułamkowa jest funkcją okresową o okresie zasadniczym {\displaystyle t_{0}=1.}
Jeżeli liczba a jest niewymierna, wtedy liczby postaci {k·a}, dla k przebiegającego zbiór liczb naturalnych, równomiernie pokrywają przedział otwarty (0,1). Formalnie stwierdzenie to można zapisać jako:
{\displaystyle \lim _{n\to \infty }{\frac {1}{n}}\sum _{k=1}^{n}f(\{ka\})=\int \limits _{0}^{1}f(t)\,dt}
o ile funkcja {\displaystyle f} jest funkcją ograniczoną i prawie wszędzie ciągłą.
Fakt ten został odkryty i udowodniony niezależnie przez P. Bohla, Wacława Sierpińskiego i Hermanna Weyla około roku 1909.

### Cecha i mantysa logarytmu
Cechę logarytmu liczby dodatniej można odczytać z jej zapisu pozycyjnego o tej samej podstawie co logarytm. Przykładowo cechę logarytmu dziesiętnego odczytujemy z zapisu w systemie dziesiętnym. Sposób odczytu jest następujący:
- Cecha logarytmu liczby rzeczywistej większej od 1 jest o 1 mniejsza od liczby cyfr jej części całkowitej.
- Cecha logarytmu liczby dodatniej mniejszej od 1 jest ujemna i równa minus liczba wszystkich zer przed pierwszą cyfrą znaczącą tej liczby. W takiej sytuacji zapisuje się ją zwykle z nadkreśleniem zamiast znaku „–” (pozwala to odróżnić ją od następującej po niej mantysy zapisywanej jako liczba dodatnia).

Mantysa logarytmu to pozostała z niego część po odjęciu cechy. Jest to zawsze liczba z przedziału {\displaystyle [0,1).}

#### Przykłady
Mantysa logarytmów liczb postaci {\displaystyle 10^{n}} (gdzie {\displaystyle n} jest całkowite) wynosi {\displaystyle 0,} np.:
{\displaystyle {\begin{array}{rcl}\lg 0,000001&=&{\overline {6}},000\;000\\\lg 0,00001&=&{\overline {5}},000\;000\\\lg 0,0001&=&{\overline {4}},000\;000\\\lg 0,001&=&{\overline {3}},000\;000\\\lg 0,01&=&{\overline {2}},000\;000\\\lg 0,1&=&{\overline {1}},000\;000\\\lg 1&=&0,000\;000\\\lg 10&=&1,000\;000\\\lg 100&=&2,000\;000\\\lg 1\;000&=&3,000\;000\\\lg 10\;000&=&4,000\;000\\\lg 100\;000&=&5,000\;000\\\lg 1\;000\;000&=&6,000\;000\end{array}}}
Wszystkie liczby różniące się tylko położeniem przecinka dziesiętnego lub liczbą zer na początku lub końcu liczb, mają logarytm z jednakową mantysą, np.:
{\displaystyle {\begin{array}{rcl}\lg 0,004028&=&{\overline {3}},605089\dots \\\lg 0,04028&=&{\overline {2}},605089\dots \\\lg 0,4028&=&{\overline {1}},605089\dots \\\lg 4,028&=&0,605089\dots \\\lg 40,28&=&1,605089\dots \\\lg 4\;028&=&3,605089\dots \\\lg 4\;028\;000&=&6,605089\dots \end{array}}}